# Evangelische Kirche (Ramholz)

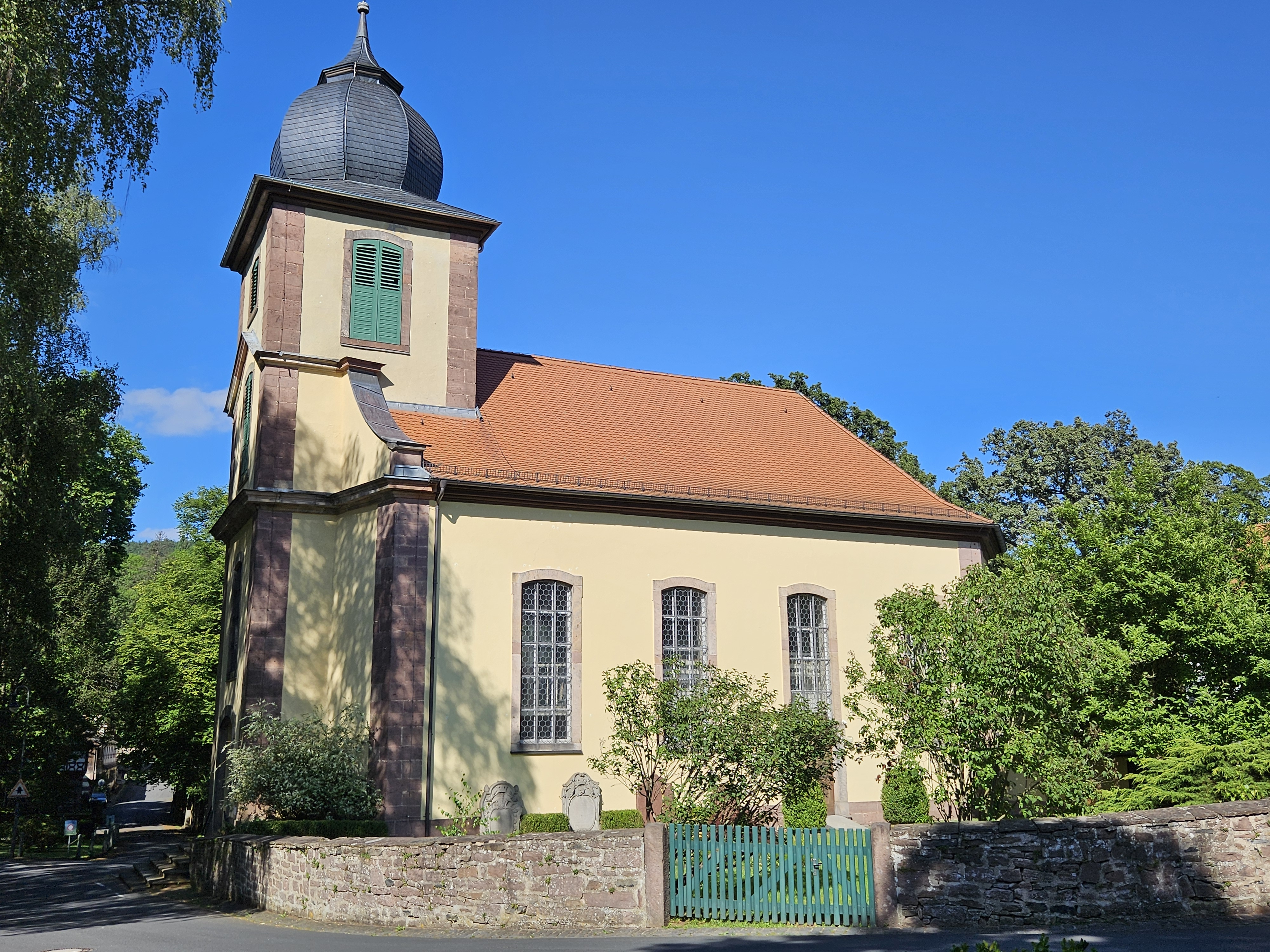
Außenansicht (2024)

Die evangelische Kirche ist ein ortsbildprägendes Kirchengebäude in Ramholz (Vollmerz), einem Stadtteil von Schlüchtern im Main-Kinzig-Kreis, (Hessen). Die Kirche gehört zur Kirchengemeinde Ramholz im Kirchenkreis Kinzigtal der Evangelischen Kirche von Kurhessen-Waldeck.

## Geschichte
Bereits 1039 war in Ramholz eine Kirche vorhanden, welche durch eine fuldische Schenkung zum Kloster Schlüchtern kam. Ramholz war neben dem Kloster Schlüchtern schon sehr früh geistlicher Mittelpunkt des Mark Kinzig (ungefähres Gebiet des Altkreises Schlüchtern).
1167 gehörten zum Pfarrsprengel Ramholz die Kirchen in Neuengronau, Mottgers, Oberzell, Sterbfritz, Zeitlofs und zur Hälfte Züntersbach. 1405 zählten dann noch Altengronau, Breunings, Heubach, Sannerz, Vollmerz und Weiperz dazu. Um das Jahr 1400 wurde die Pfarrei Sterbfritz abgetrennt.

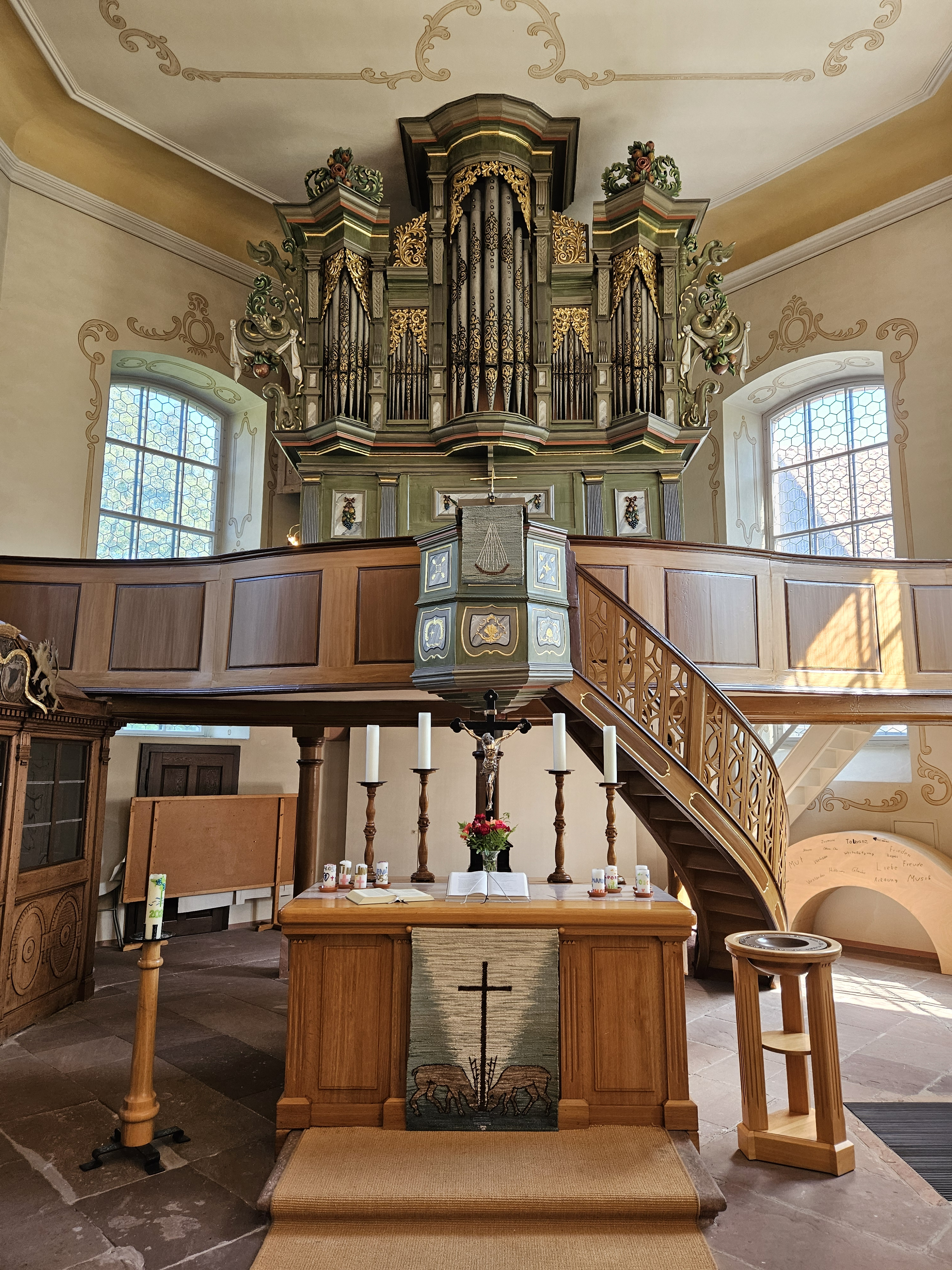
Altarraum (2024)

Am 13. Mai 1543 (Pfingsten) feierte Abt Petrus Lotichius zusammen mit dem gesamten Konvent des Klosters Schlüchtern zum ersten Mal das Abendmahl in beiderlei Gestalt (Austeilung von Brot und Wein an alle). Damit war die Reformation eingeführt und Ramholz wurde lutherisch.

### Ramholzer Kirchenstreit
Das ganze 17. Jahrhundert war von Auseinandersetzungen zwischen dem reformierten Konsistorium Hanau und den lutherischen Herrn von Hutten, ab 1671 Maximilian von Degenfeld, geprägt. Denn mit dem Tod des letzten Abtes des Schlüchterner Klosters in 1609 übernahm das reformierte Konsistorium um Hanau die Aufsicht über das Kloster und die umliegenden Gemeinden, also auch über Ramholz, das zwischenzeitlich Filialgemeinde von Sterbfritz geworden war. Als der Sterbfritzer Pfarrer das reformierte Bekenntnis in Ramholz einführen wollte, wurde er mit Mistgabeln vertrieben.
Nach jahrelangem Hin und Her eskalierten die Streitigkeiten in den Jahren 1694 und 1695. Die Ramholzer wurden gewaltsam gezwungen, reformierte Gottesdienste zu feiern. Falls doch ein lutherischer Gottesdienst gefeiert wurde, versuchte das reformierte Hessen-Kassel alles, um dies zu stören.

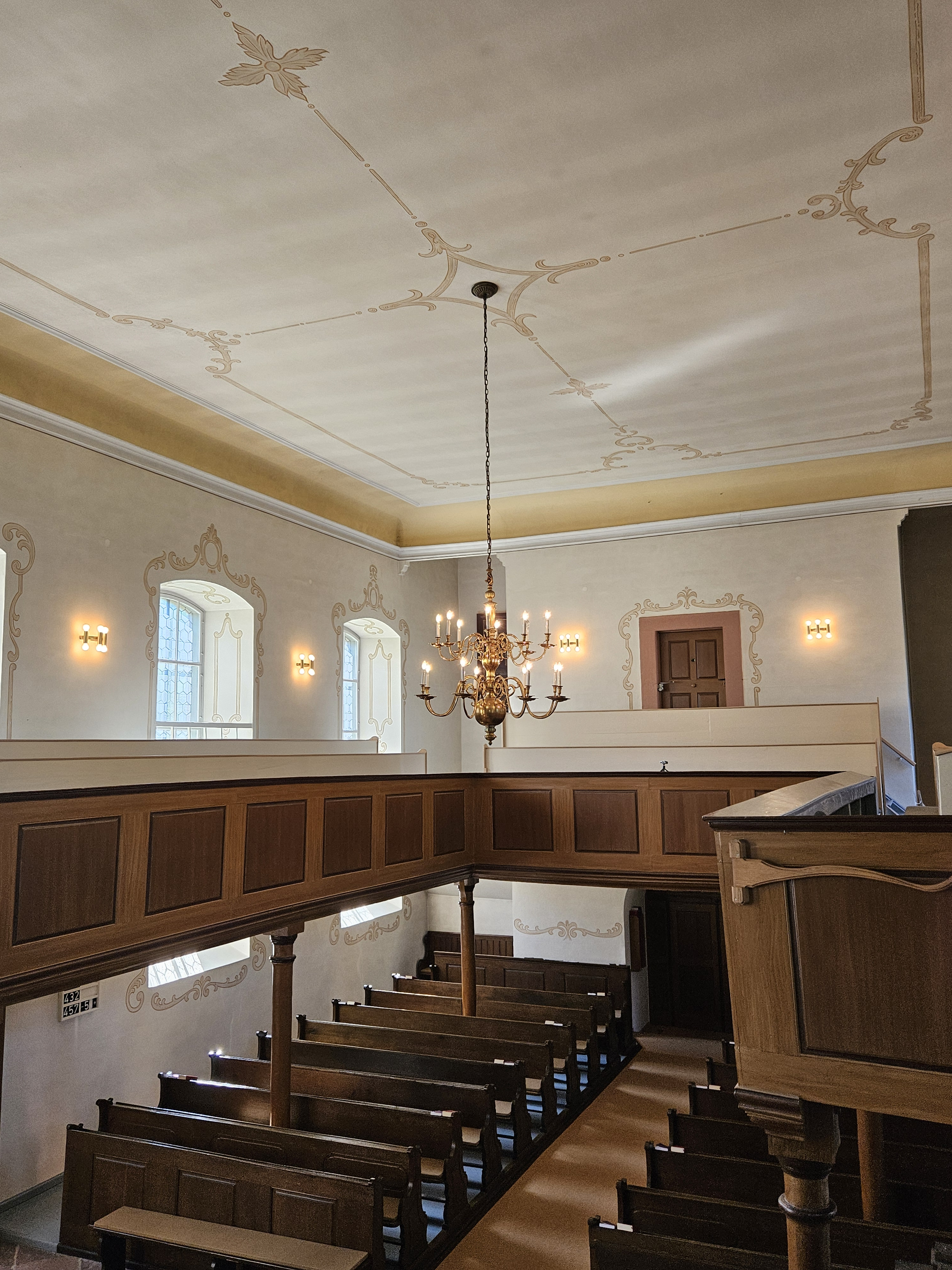
Kirchenraum (2024)

Im September 1695 war der Höhepunkt des Kirchenstreites, als zum wiederholten Mal bewaffnete Störenfriede aus Schwarzenfels die Ramholzer Gemeinde bedrängten. Die Fensterscheiben der Kirche wurden zertrümmert, das Gestühl zerschlagen, die Glocken beschädigt. Es gab auf beiden Seiten Verletzte, da die Ramholzer sich mit Steinen zu Wehr setzten. Zum Schluss wurde brennendes Stroh in die Kirche geworfen, was sie stark verwüstete. Im Jahr 1701 erfolgte eine Einigung mit den Grafen von Hanau: In Ramholz durften wieder lutherische Gottesdienste gefeiert werden und mit Philipp Georg Luck wurde wieder ein lutherischer Pfarrer eingesetzt.

### Neuer Kirchenbau
Bis zum Bau der heutigen Kirche im Stil des Barock vergingen noch mehr als 80 Jahre, in denen die Ramholzer Gemeinde in ärmlichen kirchlichen Verhältnissen lebte und ihre Gottesdienste nur in der notdürftig hergestellten Kirche feiern konnte.
Am 29. August 1785 wurde der Grundstein für das heutige Gotteshaus gelegt. Die Kirche wurde auf Anweisung des Grafen von Degenfeld-Schonburg neu erbaut. Die Baukosten wurden außer vom Grafen und der Gemeinde auch von benachbarten katholischen Standesherrn aufgebracht. Am 9. November 1788 wurde die Kirche geweiht.
Im Jahr 1934 erfolgte eine Renovierung, bei der die Kirche eine Heizung erhielt. Das Kircheninnere bekam einen türkis-grünlichen Anstrich und auch das Äußere wurde neu gestrichen. Außerdem wurde ein Kronleuchter angeschafft. 1958 wurde der Turm bei einem Sturm stark beschädigt und erhielt deswegen 1959 ein neues Gewand. In den Jahren 1977/1978 erhielt die Kirche einen neuen Außenputz und Anstrich. Anschließend wurde 1980/1981 das Innere der Kirche ausführlich erneuert. Im Jahr 2008 wurde die Kirche das letzte Mal renoviert. Bei der Farbgebung orientierte man sich am historischen Befund.

## Orgel

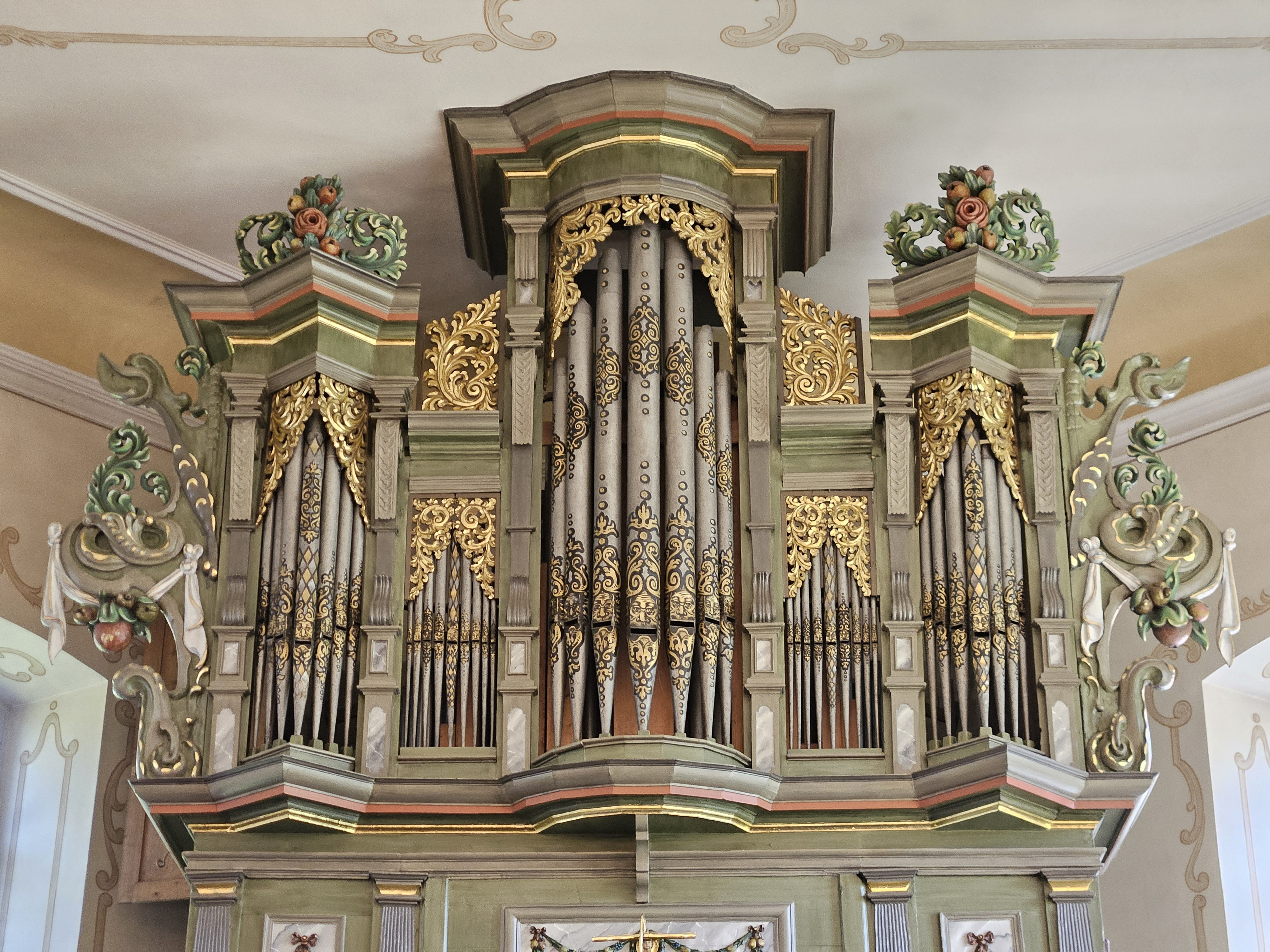
Willi-Peter-Orgel (2024)

Bereits ab dem 17./18. Jahrhundert war in Ramholz eine Orgel vorhanden. Im Jahr 1788 wurde die Orgel der abgebrochenen Jesuitenkirche zu Fulda erworben. Dieses Instrument ist vermutlich auf das Jahr 1715 zu datieren und war im frühbarocken Stil erbaut. Das Gehäuse ist heute noch erhalten.
Um das Jahr 1890 wurde eine neue Orgel durch Wilhelm Ratzmann erbaut. Bei einer Renovierung der Kirche im Jahr 1934 erhielt die Orgel eine neue Fassung und das Gehäuse wurde durch einen Schnitzer ergänzt. 1967 wurde die Orgel durch Willi Peter nach einem Plan von Ernst Karl Rößler umgebaut und umintoniert. Die Orgel besitzt 14 Register. Zuletzt wurde sie 1991 aufwändig durch Förster & Nikolaus Orgelbau aus Lich überarbeitet.
| I Hauptwerk C–f3    |     |
| Bordun              | 16′ |
| Prinzipal           | 8′  |
| Gamba               | 8′  |
| Oktave              | 4′  |
| Pommer-Nachthorn    | 4′  |
| Rohrschweizerpfeife | 2′  |
| Mixtur V–VI         | 2′  |

| II Werk C–f3    |                 |
| Musiziergedackt | 8′              |
| Rohrflöte       | 4′              |
| Sesquialter III | 2 ⁄3′+1 3⁄5′+1′ |
| Zimbel II–III   | 1′              |

| Pedal C–d1 |       |
| Subbaß     | 16′   |
| Oktavbaß   | 8′    |
| Choralbaß  | 4′+2′ |

- Koppeln: II/I, I/P, II/P

## Kirchengemeinde
Ramholz gehört zusammen mit Vollmerz, Sannerz und Hinkelhof zur Kirchengemeinde Ramholz. Zusammen mit der Kirchengemeinde Schlüchtern mit Schlüchtern, Elm, Niederzell, Hutten und Gundhelm sowie Klosterhöfe und Herolz sowie Ahlersbach aus der Kirchengemeinde Hohenzell – Ahlersbach – Bellings bilden die Gemeinden einen Kooperationsraum. Der Kooperationsraum verteilt sich auf vier Pfarrstellen. Seit dem 1. Oktober 2023 besitzt Ramholz keine eigene Pfarrstelle mehr und wird durch die Schlüchterner Pfarrer mitversorgt (Pfarramt V).

## Persönlichkeiten

### Ramholzer Pfarrer seit 1757
- 1757–1800: Wilhelm Link
- 1800–1838: Valentin Kreuter
- 1838–?: Karl Kreuter
- 1885–1900: Friedrich Orth
- 1900–1933: Emil Freund
- 1933–1959: Adam Kirchner
- 1959–1976: Reinhard Thiele
- 1977–1996: Karl Ludwig
- 1996–2000: Ulrike Dietrich
- 2001–2011: Guido Jäckel
- 2012–2023: Jochen Lins

Seit dem 10. Oktober 2023 besitzt Ramholz keine eigene Pfarrstelle mehr und wird durch die Kirchengemeinde Schlüchtern versorgt.